# U21-Europamästerskapet i fotboll 2007
U21-Europamästerskapet i fotboll för herrar 2007 spelades i Nederländerna mellan 10 juni och 23 juni 2007. Nederländerna var i egenskap av arrangör direktkvalificerat. Detta var första gången som turneringen arrangerades på ett ojämnt år.
Nederländerna vann efter att ha besegrat Serbien i finalen. Turneringen fungerade även som europeiskt kval till Olympiska spelen 2008, där länderna som tog sig till semifinal fick en plats i OS. Om England gick till semifinal skulle man dock bli tvungen att anordna en kvalmatch till OS mellan de två tredjeplacerade länderna i grupperna.
I turneringen slogs också ett nytt Uefa-rekord. I semifinalen mellan Nederländerna och England slogs inte mindre än 32 straffar i straffsparksläggningen som Nederländerna till slut kunde gå segrande ur.

## Gruppspel

### Grupp A
| Lag           | S | V | O | F | GM | IM | MS | P |
| ------------- | - | - | - | - | -- | -- | -- | - |
| Nederländerna | 3 | 2 | 1 | 0 | 5  | 3  | +2 | 7 |
| Belgien       | 3 | 1 | 2 | 0 | 3  | 2  | +1 | 5 |
| Portugal      | 3 | 1 | 1 | 1 | 5  | 2  | +3 | 4 |
| Israel        | 3 | 0 | 0 | 3 | 0  | 6  | −6 | 0 |

|            | 10 juni 2007 | Nederländerna       | 1 – 0           | Israel | Abe Lenstra Stadion                                         |                                                             |
| 18:15 CEST | 18:15 CEST   | Hedwiges Maduro 10′ | (1 – 0) Rapport |        | Heerenveen Publik: 22 013 Domare: Damir Skomina (Slovenien) | Heerenveen Publik: 22 013 Domare: Damir Skomina (Slovenien) |
| 18:15 CEST | 18:15 CEST   |                     |                 |        | Heerenveen Publik: 22 013 Domare: Damir Skomina (Slovenien) | Heerenveen Publik: 22 013 Domare: Damir Skomina (Slovenien) |
| 18:15 CEST | 18:15 CEST   |                     |                 |        | Heerenveen Publik: 22 013 Domare: Damir Skomina (Slovenien) | Heerenveen Publik: 22 013 Domare: Damir Skomina (Slovenien) |

|            | 10 juni 2007 | Portugal | 0 – 0   | Belgien | Euroborg                                             |                                                      |
| 20:45 CEST | 20:45 CEST   |          | Rapport |         | Groningen Publik: 7 197 Domare: Robert Małek (Polen) | Groningen Publik: 7 197 Domare: Robert Małek (Polen) |
| 20:45 CEST | 20:45 CEST   |          |         |         | Groningen Publik: 7 197 Domare: Robert Małek (Polen) | Groningen Publik: 7 197 Domare: Robert Małek (Polen) |
| 20:45 CEST | 20:45 CEST   |          |         |         | Groningen Publik: 7 197 Domare: Robert Małek (Polen) | Groningen Publik: 7 197 Domare: Robert Małek (Polen) |

|            | 13 juni 2007 | Israel | 0 – 1           | Belgien            | Abe Lenstra Stadion                                        |                                                            |
| 18:15 CEST | 18:15 CEST   |        | (0 – 0) Rapport | 82′ Kevin Mirallas | Heerenveen Publik: 5 239 Domare: Craig Thomson (Skottland) | Heerenveen Publik: 5 239 Domare: Craig Thomson (Skottland) |
| 18:15 CEST | 18:15 CEST   |        |                 |                    | Heerenveen Publik: 5 239 Domare: Craig Thomson (Skottland) | Heerenveen Publik: 5 239 Domare: Craig Thomson (Skottland) |
| 18:15 CEST | 18:15 CEST   |        |                 |                    | Heerenveen Publik: 5 239 Domare: Craig Thomson (Skottland) | Heerenveen Publik: 5 239 Domare: Craig Thomson (Skottland) |

|            | 13 juni 2007 | Nederländerna                           | 2 – 1           | Portugal          | Euroborg                                                 |                                                          |
| 20:45 CEST | 20:45 CEST   | Ryan Babel 33′ (str.) Maceo Rigters 75′ | (1 – 0) Rapport | 77′ Miguel Veloso | Groningen Publik: 19 498 Domare: Knut Kircher (Tyskland) | Groningen Publik: 19 498 Domare: Knut Kircher (Tyskland) |
| 20:45 CEST | 20:45 CEST   |                                         |                 |                   | Groningen Publik: 19 498 Domare: Knut Kircher (Tyskland) | Groningen Publik: 19 498 Domare: Knut Kircher (Tyskland) |
| 20:45 CEST | 20:45 CEST   |                                         |                 |                   | Groningen Publik: 19 498 Domare: Knut Kircher (Tyskland) | Groningen Publik: 19 498 Domare: Knut Kircher (Tyskland) |

|            | 16 juni 2007 | Nederländerna                         | 2 – 2           | Belgien                                   | Abe Lenstra Stadion                                           |                                                               |
| 20:45 CEST | 20:45 CEST   | Maceo Rigters 13′ Royston Drenthe 37′ | (2 – 1) Rapport | 9′ Kevin Mirallas 70′ Sebastien Pocognoli | Heerenveen Publik: 24 099 Domare: Stéphane Lannoy (Frankrike) | Heerenveen Publik: 24 099 Domare: Stéphane Lannoy (Frankrike) |
| 20:45 CEST | 20:45 CEST   |                                       |                 |                                           | Heerenveen Publik: 24 099 Domare: Stéphane Lannoy (Frankrike) | Heerenveen Publik: 24 099 Domare: Stéphane Lannoy (Frankrike) |
| 20:45 CEST | 20:45 CEST   |                                       |                 |                                           | Heerenveen Publik: 24 099 Domare: Stéphane Lannoy (Frankrike) | Heerenveen Publik: 24 099 Domare: Stéphane Lannoy (Frankrike) |

|            | 16 juni 2007 | Israel | 0 – 4           | Portugal                                                           | Euroborg                                              |                                                       |
| 20:45 CEST | 20:45 CEST   |        | (0 – 2) Rapport | 37′ Manuel Fernandes 45′ Ricardo Vaz Tê 49′ Miguel Veloso 50′ Nani | Groningen Publik: 10 833 Domare: Zsolt Szabó (Ungern) | Groningen Publik: 10 833 Domare: Zsolt Szabó (Ungern) |
| 20:45 CEST | 20:45 CEST   |        |                 |                                                                    | Groningen Publik: 10 833 Domare: Zsolt Szabó (Ungern) | Groningen Publik: 10 833 Domare: Zsolt Szabó (Ungern) |
| 20:45 CEST | 20:45 CEST   |        |                 |                                                                    | Groningen Publik: 10 833 Domare: Zsolt Szabó (Ungern) | Groningen Publik: 10 833 Domare: Zsolt Szabó (Ungern) |

### Grupp B
| Lag      | S | V | O | F | GM | IM | MS | P |
| -------- | - | - | - | - | -- | -- | -- | - |
| Serbien  | 3 | 2 | 0 | 1 | 2  | 2  | 0  | 6 |
| England  | 3 | 1 | 2 | 0 | 4  | 2  | +2 | 5 |
| Italien  | 3 | 1 | 1 | 1 | 5  | 4  | +1 | 4 |
| Tjeckien | 3 | 0 | 1 | 2 | 1  | 4  | −3 | 1 |

|            | 11 juni 2007 | Tjeckien | 0 – 0   | England | Gelredome                                         |                                                   |
| 18:15 CEST | 18:15 CEST   |          | Rapport |         | Arnhem Publik: 9 382 Domare: Zsolt Szabó (Ungern) | Arnhem Publik: 9 382 Domare: Zsolt Szabó (Ungern) |
| 18:15 CEST | 18:15 CEST   |          |         |         | Arnhem Publik: 9 382 Domare: Zsolt Szabó (Ungern) | Arnhem Publik: 9 382 Domare: Zsolt Szabó (Ungern) |
| 18:15 CEST | 18:15 CEST   |          |         |         | Arnhem Publik: 9 382 Domare: Zsolt Szabó (Ungern) | Arnhem Publik: 9 382 Domare: Zsolt Szabó (Ungern) |

|            | 11 juni 2007 | Serbien               | 1 – 0           | Italien | De Goffert                                                 |                                                            |
| 20:45 CEST | 20:45 CEST   | Dejan Milovanović 63′ | (0 – 0) Rapport |         | Nijmegen Publik: 8 347 Domare: Stéphane Lannoy (Frankrike) | Nijmegen Publik: 8 347 Domare: Stéphane Lannoy (Frankrike) |
| 20:45 CEST | 20:45 CEST   |                       |                 |         | Nijmegen Publik: 8 347 Domare: Stéphane Lannoy (Frankrike) | Nijmegen Publik: 8 347 Domare: Stéphane Lannoy (Frankrike) |
| 20:45 CEST | 20:45 CEST   |                       |                 |         | Nijmegen Publik: 8 347 Domare: Stéphane Lannoy (Frankrike) | Nijmegen Publik: 8 347 Domare: Stéphane Lannoy (Frankrike) |

|            | 14 juni 2007 | Tjeckien | 0 – 1           | Serbien              | De Goffert                                          |                                                     |
| 18:15 CEST | 18:15 CEST   |          | (0 – 0) Rapport | Boško Janković 90+3′ | Nijmegen Publik: 6 109 Domare: Robert Małek (Polen) | Nijmegen Publik: 6 109 Domare: Robert Małek (Polen) |
| 18:15 CEST | 18:15 CEST   |          |                 |                      | Nijmegen Publik: 6 109 Domare: Robert Małek (Polen) | Nijmegen Publik: 6 109 Domare: Robert Małek (Polen) |
| 18:15 CEST | 18:15 CEST   |          |                 |                      | Nijmegen Publik: 6 109 Domare: Robert Małek (Polen) | Nijmegen Publik: 6 109 Domare: Robert Małek (Polen) |

|            | 14 juni 2007 | England                         | 2 – 2           | Italien                                    | Gelredome                                               |                                                         |
| 20:45 CEST | 20:45 CEST   | David Nugent 24′ Leroy Lita 26′ | (2 – 1) Rapport | 36′ Giorgio Chiellini 69′ Alberto Aquilani | Arnhem Publik: 17 103 Domare: Damir Skomina (Slovenien) | Arnhem Publik: 17 103 Domare: Damir Skomina (Slovenien) |
| 20:45 CEST | 20:45 CEST   |                                 |                 |                                            | Arnhem Publik: 17 103 Domare: Damir Skomina (Slovenien) | Arnhem Publik: 17 103 Domare: Damir Skomina (Slovenien) |
| 20:45 CEST | 20:45 CEST   |                                 |                 |                                            | Arnhem Publik: 17 103 Domare: Damir Skomina (Slovenien) | Arnhem Publik: 17 103 Domare: Damir Skomina (Slovenien) |

|            | 17 juni 2007 | Italien                                                        | 3 – 1           | Tjeckien               | Gelredome                                              |                                                        |
| 20:45 CEST | 20:45 CEST   | Alberto Aquilani 4′ Giorgio Chiellini 29′ Giuseppe Rossi 45+1′ | (3 – 1) Rapport | 14′ Michal Papadopulos | Arnhem Publik: 7 167 Domare: Craig Thomson (Skottland) | Arnhem Publik: 7 167 Domare: Craig Thomson (Skottland) |
| 20:45 CEST | 20:45 CEST   |                                                                |                 |                        | Arnhem Publik: 7 167 Domare: Craig Thomson (Skottland) | Arnhem Publik: 7 167 Domare: Craig Thomson (Skottland) |
| 20:45 CEST | 20:45 CEST   |                                                                |                 |                        | Arnhem Publik: 7 167 Domare: Craig Thomson (Skottland) | Arnhem Publik: 7 167 Domare: Craig Thomson (Skottland) |

|            | 17 juni 2007 | England                           | 2 – 0           | Serbien | De Goffert                                             |                                                        |
| 20:45 CEST | 20:45 CEST   | Leroy Lita 5′ Matt Derbyshire 77′ | (1 – 0) Rapport |         | Nijmegen Publik: 9 133 Domare: Knut Kircher (Tyskland) | Nijmegen Publik: 9 133 Domare: Knut Kircher (Tyskland) |
| 20:45 CEST | 20:45 CEST   |                                   |                 |         | Nijmegen Publik: 9 133 Domare: Knut Kircher (Tyskland) | Nijmegen Publik: 9 133 Domare: Knut Kircher (Tyskland) |
| 20:45 CEST | 20:45 CEST   |                                   |                 |         | Nijmegen Publik: 9 133 Domare: Knut Kircher (Tyskland) | Nijmegen Publik: 9 133 Domare: Knut Kircher (Tyskland) |

## Avgörande kvalmatch till OS
U21-europamästerskapet i fotboll för herrar 2007 fungerade också som europeiskt kval till Olympiska sommarspelen 2008. Eftersom England tog sig vidare från gruppspelet men inte deltar i OS som en nation var man därför tvungen att anordna en kvalmatch till OS där de tredjeplacerade länderna i de två grupperna möttes. Italien besegrade Portugal efter straffsparksläggning och kvalificerade sig på så sätt till OS i Peking 2008.        
|            | 21 juni 2007 | Portugal                                                           | 0 – 0 (e.fl.)              | Italien                                                                | De Goffert                                                 |                                                            |
| 20:45 CEST | 20:45 CEST   |                                                                    | Rapport                    |                                                                        | Nijmegen Publik: 5 161 Domare: Stéphane Lannoy (Frankrike) | Nijmegen Publik: 5 161 Domare: Stéphane Lannoy (Frankrike) |
| 20:45 CEST | 20:45 CEST   |                                                                    |                            |                                                                        | Nijmegen Publik: 5 161 Domare: Stéphane Lannoy (Frankrike) | Nijmegen Publik: 5 161 Domare: Stéphane Lannoy (Frankrike) |
| 20:45 CEST | 20:45 CEST   | João Moutinho Nani Manuel Fernandes Miguel Veloso Vitorino Antunes | Straffsparksläggning 3 – 4 | Graziano Pellè Riccardo Montolivo Domenico Criscito Raffaele Palladino | Nijmegen Publik: 5 161 Domare: Stéphane Lannoy (Frankrike) | Nijmegen Publik: 5 161 Domare: Stéphane Lannoy (Frankrike) |

## Utslagsrunda
|  | Semifinaler              | Semifinaler |   |  | Final                   | Final |  |
|  |                          |             |   |  |                         |       |  |
|  | Heerenveen, 20 juni 2007 |             |   |  |                         |       |  |
|  | Nederländerna (str.)     | 1 (13)      |   |  |                         |       |  |
|  | England                  | 1 (12)      |   |  |                         |       |  |
|  |                          |             |   |  |                         |       |  |
|  |                          |             |   |  | Groningen, 23 juni 2007 |       |  |
|  |                          |             |   |  | Nederländerna           | 4     |  |
|  |                          | Serbien     | 1 |  |                         |       |  |
|  |                          |             |   |  |                         |       |  |
|  |                          |             |   |  |                         |       |  |
|  |                          |             |   |  |                         |       |  |
|  | Arnhem, 20 juni 2007     |             |   |  |                         |       |  |
|  | Serbien                  | 2           |   |  |                         |       |  |
|  | Belgien                  | 0           |   |  |                         |       |  |

### Semifinaler
|            | 20 juni 2007 | Nederländerna | 1 – 1 (e.fl.)                | England | Abe Lenstra Stadion                                       |                                                           |
| 18:15 CEST | 18:15 CEST   | Maceo Rigters 89′ | (0 – 1) Rapport              | 39′ Leroy Lita | Heerenveen Publik: 23 467 Domare: Knut Kircher (Tyskland) | Heerenveen Publik: 23 467 Domare: Knut Kircher (Tyskland) |
| 18:15 CEST | 18:15 CEST   | |                              | | Heerenveen Publik: 23 467 Domare: Knut Kircher (Tyskland) | Heerenveen Publik: 23 467 Domare: Knut Kircher (Tyskland) |
| 18:15 CEST | 18:15 CEST   | Ryan Babel Royston Drenthe Tim Janssen Roy Beerens Hedwiges Maduro Daniël de Ridder Gianni Zuiverloon Maceo Rigters Arnold Kruiswijk Boy Waterman Roy Beerens Royston Drenthe Hedwiges Maduro Tim Janssen Daniël de Ridder Gianni Zuiverloon | Straffsparksläggning 13 – 12 | Ashley Young James Milner Mark Noble Justin Hoyte Matt Derbyshire Anton Ferdinand Scott Carson Liam Rosenior Nigel Reo-Coker Steven Taylor Ashley Young James Milner Mark Noble Justin Hoyte Matt Derbyshire Anton Ferdinand | Heerenveen Publik: 23 467 Domare: Knut Kircher (Tyskland) | Heerenveen Publik: 23 467 Domare: Knut Kircher (Tyskland) |

|            | 20 juni 2007 | Serbien                               | 2 – 0           | Belgien | Gelredome                                          |                                                    |
| 20:45 CEST | 20:45 CEST   | Aleksandar Kolarov 4′ Dragan Mrđa 87′ | (1 – 0) Rapport |         | Arnhem Publik: 17 438 Domare: Robert Małek (Polen) | Arnhem Publik: 17 438 Domare: Robert Małek (Polen) |
| 20:45 CEST | 20:45 CEST   |                                       |                 |         | Arnhem Publik: 17 438 Domare: Robert Małek (Polen) | Arnhem Publik: 17 438 Domare: Robert Małek (Polen) |
| 20:45 CEST | 20:45 CEST   |                                       |                 |         | Arnhem Publik: 17 438 Domare: Robert Małek (Polen) | Arnhem Publik: 17 438 Domare: Robert Małek (Polen) |

### Final
|            | 23 juni 2007 | Nederländerna                                                      | 4 – 1           | Serbien         | Euroborg                                    |                                             |
| 20:45 CEST | 20:45 CEST   | Otman Bakkal 17′ Ryan Babel 60′ Maceo Rigters 67′ Luigi Bruins 87′ | (1 – 0) Rapport | 79′ Dragan Mrđa | Groningen Domare: Damir Skomina (Slovenien) | Groningen Domare: Damir Skomina (Slovenien) |
| 20:45 CEST | 20:45 CEST   |                                                                    |                 |                 | Groningen Domare: Damir Skomina (Slovenien) | Groningen Domare: Damir Skomina (Slovenien) |
| 20:45 CEST | 20:45 CEST   |                                                                    |                 |                 | Groningen Domare: Damir Skomina (Slovenien) | Groningen Domare: Damir Skomina (Slovenien) |

| NEDERLÄNDERNA:  |    |                     |     |     |
|                 |    |                     |     |     |
| MV              | 1  | Boy Waterman        |     |     |
| HB              | 2  | Gianni Zuiverloon   |     |     |
| MB              | 4  | Arnold Kruiswijk    |     |     |
| MB              | 18 | Ryan Donk           |     |     |
| VB              | 5  | Erik Pieters        |     | 89′ |
| DM              | 6  | Hedwiges Maduro (K) |     |     |
| CM              | 8  | Royston Drenthe     | 9'  | 78′ |
| CM              | 11 | Daniël de Ridder    |     |     |
| OM              | 10 | Otman Bakkal        |     |     |
| A               | 13 | Maceo Rigters       |     | 69′ |
| A               | 9  | Ryan Babel          |     |     |
| Byten:          |    |                     |     |     |
| MF              | 12 | Luigi Bruins        |     | 69′ |
| A               | 14 | Roy Beerens         | 89' | 78′ |
| DF              | 19 | Calvin Jong-a-Pin   |     | 89′ |
| Förbundskapten: |    |                     |     |     |
| Foppe de Haan   |    |                     |     |     |

| SERBIEN:        |    |                        |                                   |     |
|                 |    |                        |                                   |     |
| MV              | 1  | Damir Kahriman         |                                   |     |
| HB              | 3  | Antonio Rukavina       | 89'                               |     |
| MB              | 2  | Branislav Ivanović (K) | 62'                               |     |
| MB              | 11 | Duško Tošić            | 43'                               |     |
| VB              | 6  | Aleksandar Kolarov     | Gult kort · Gult kort · Rött kort |     |
| DM              | 7  | Milan Smiljanić        |                                   |     |
| DM              | 13 | Nikola Drinčić         |                                   | 65′ |
| HM              | 19 | Dušan Basta            |                                   | 73′ |
| CM              | 10 | Dejan Milovanović      |                                   |     |
| VM              | 8  | Boško Janković         |                                   |     |
| A               | 9  | Đorđe Rakić            |                                   | 73′ |
| Byten:          |    |                        |                                   |     |
| MF              | 21 | Zoran Tošić            |                                   | 65′ |
| MF              | 14 | Stefan Babović         |                                   | 73′ |
| FW              | 18 | Dragan Mrđa            | 82'                               | 73′ |
| Förbundskapten: |    |                        |                                   |     |
| Miroslav Đukić  |    |                        |                                   |     |

| Matchens bästa spelare: Ryan Babel Assisterande domare: Manuel Navarro Tomas Mokos Fjärdedomare: Stéphane Lannoy |

| U21-Europamästerskapet i fotboll för herrar 2007 Vinnare |
| -------------------------------------------------------- |
| Nederländerna Andra titeln                               |

## Turneringens bästa spelare
- Royston Drenthe

## Skytteliga

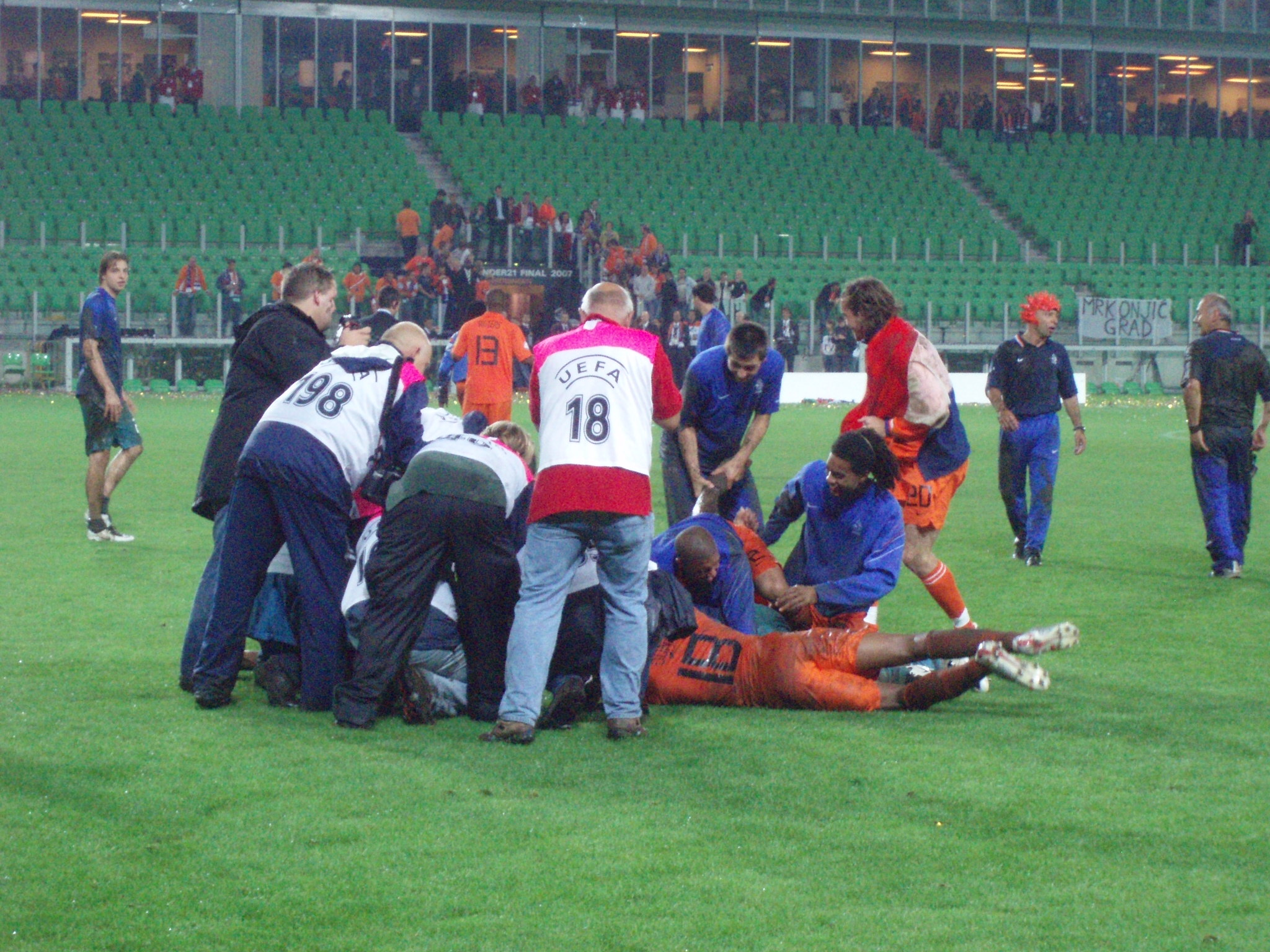
De nederländska spelarna firar efter att ha besegrat Serbien i finalen.

4 mål
- Maceo Rigters

3 mål
- Leroy Lita

2 mål
- Alberto Aquilani
- Ryan Babel
- Giorgio Chiellini
- Kevin Mirallas
- Dragan Mrđa
- Miguel Veloso

1 mål
- Otman Bakkal
- Luigi Bruins
- Matt Derbyshire
- Royston Drenthe
- Manuel Fernandes
- Boško Janković
- Aleksandar Kolarov
- Hedwiges Maduro
- Dejan Milovanović
- Nani
- David Nugent
- Michal Papadopulos
- Sebastien Pocognoli
- Giuseppe Rossi
- Ricardo Vaz Tê

## Länderna som kvalificerade sig för OS 2008
- Nederländerna
- Serbien
- Belgien
- Italien